# 費城飛人
費城飛人隊（Philadelphia Flyers）是位於美國費城的國家冰球聯盟隊伍，隸屬於東部联盟大都会分区。
費城飛人隊成立於1967年，至今曾2次贏得史丹利盃。第1次於1973-1974賽季，是除了  之外第一隊贏得史丹利盃的隊伍。另外1次在1974-1975賽季，成為 NHL 史上第1隊非  球隊連續贏得史丹利盃。在1979-1980賽季，費城飛人隊曾連續35場比賽保持不敗記錄（25勝0負10和），此記錄至今仍未被打破。
飞人队在加入联盟期间赢得0.576的胜率（截止到2009-2010赛季结束），是NHL联盟第二好战绩，仅次于蒙特利尔加拿大人（0.591的胜率）。此外，飞人队还夺得两次斯坦利杯冠军，8次联盟杯冠军，15次分赛区冠军。
飞人队与几支球队多年来一直处于竞争中。从历史上看，他们最大的竞争对手一直是紐約遊騎兵队，与他们在季后赛比赛中有过多次争吵斗殴;其次是新泽西魔鬼队，自1995年以来，他们在季后赛中四次相遇，并且在1995年至2007年每赛季他们都要争夺大西洋赛区的冠军；还有就是跨州的对手匹兹堡企鹅队。